# Lewis Findlay Watson

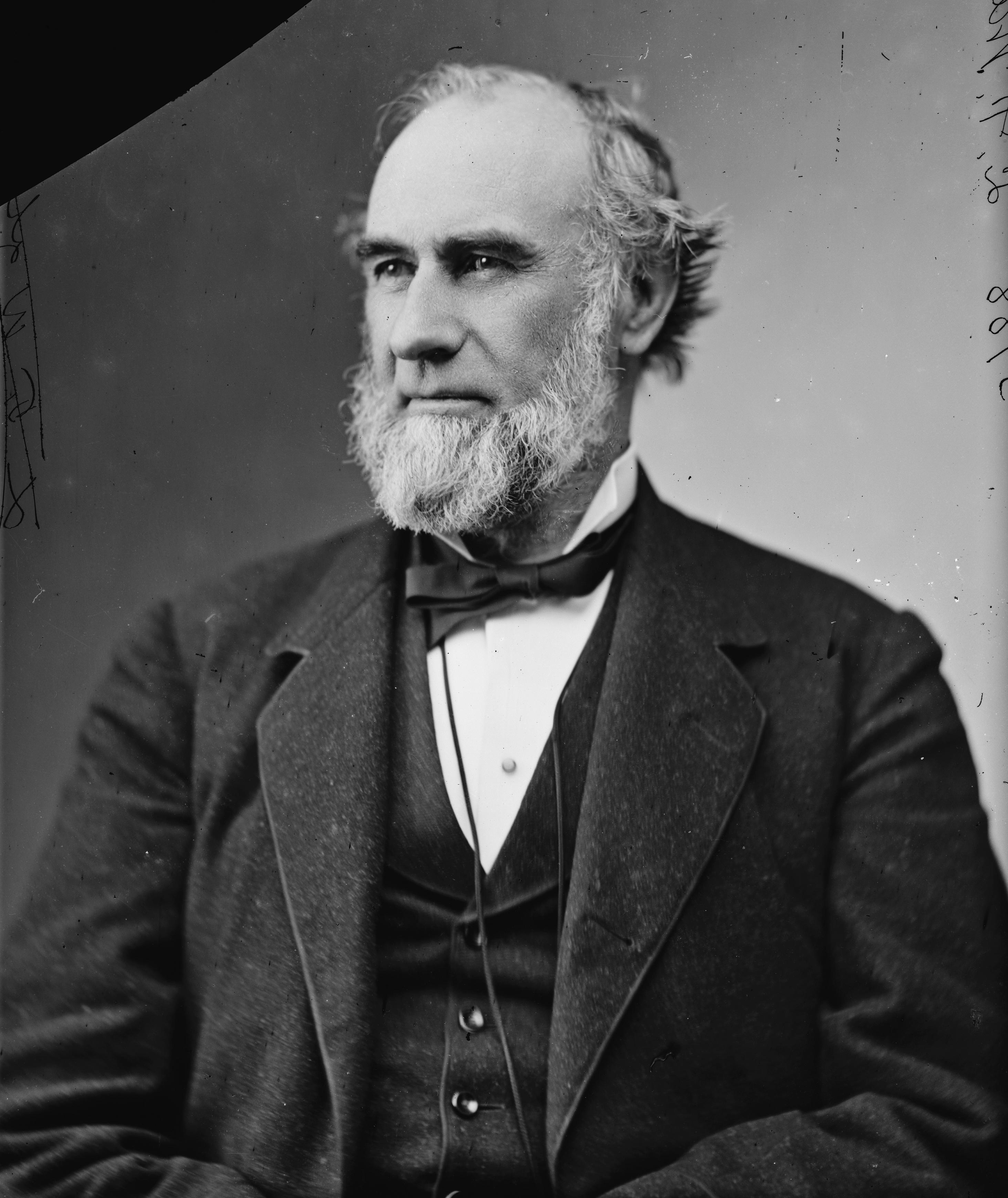
Lewis Findlay Watson

Lewis Findlay Watson (* 14. April 1819 im Crawford County, Pennsylvania; † 25. August 1890 in Washington, D.C.) war ein US-amerikanischer Politiker. Zwischen 1877 und 1890 vertrat er drei Mal den Bundesstaat Pennsylvania im US-Repräsentantenhaus.

## Werdegang
Lewis Watson besuchte die öffentlichen Schulen seiner Heimat. Seit 1832 arbeitete er in Titusville im Handel. 1835 zog er nach Warren, wo er bis 1837 ebenfalls im Handel tätig war. Danach war er im Jahr 1838 bei der dortigen Stadtverwaltung als Clerk angestellt. Anschließend studierte er in den Jahren 1839 und 1840 an der Warren Academy Jura; es ist aber nicht überliefert, ob er als Jurist gearbeitet hat. Bis 1860 war er wieder im Handel tätig und von 1860 bis 1975 arbeitete er in der Holzbranche sowie im Petroleumgeschäft. Außerdem wurde er im Eisenbahngewerbe tätig. Im Jahr 1861 gründete er die Conewango Valley Railroad Co., deren erster Präsident er wurde. 1870 wurde er auch Präsident der Warren Savings Bank. Gleichzeitig schlug er als Mitglied der Republikanischen Partei eine politische Laufbahn ein.
Bei den Kongresswahlen des Jahres 1876 wurde Watson im 27. Wahlbezirk von Pennsylvania in das US-Repräsentantenhaus in Washington gewählt, wo er am 4. März 1877 die Nachfolge des Demokraten Albert Gallatin Egbert antrat. Bis zum 3. März 1879 konnte er zunächst eine Legislaturperiode im Kongress absolvieren. Bei den Wahlen des Jahres 1880 wurde Watson erneut im 27. Distrikt seines Staates in den Kongress gewählt, wo er am 4. März 1881 James H. Osmer ablöste, der zwei Jahre zuvor sein Nachfolger geworden war. Bis zum 3. März 1883 konnte er wieder nur eine Amtszeit im US-Repräsentantenhaus verbringen. Bei den Wahlen des Jahres 1888 wurde Watson letztmals in den Kongress gewählt, wo er am 4. März 1889 die Nachfolge von William Lawrence Scott antrat. Dieses Mandat konnte er bis zu seinem Tod am 25. August 1890 ausüben. Er wurde in Warren beigesetzt.